# Ярчувек
Ярчувек (пол. Jarczówek) — село в Польщі, у гміні Станін Луківського повіту Люблінського воєводства.
Населення — 295 осіб (2011).
У 1975-1998 роках село належало до Седлецького воєводства.

## Демографія
Демографічна структура станом на 31 березня 2011 року:
|          | Загалом | Допрацездатний вік | Працездатний вік | Постпрацездатний вік |
| -------- | ------- | ------------------ | ---------------- | -------------------- |
| Чоловіки | 141     | 31                 | 88               | 22                   |
| Жінки    | 154     | 44                 | 76               | 34                   |
| Разом    | 295     | 75                 | 164              | 56                   |